# Mary Collier
Mary Collier (Midhurs, 1688 - 1762) fue una poeta británica, conocida principalmente por su respuesta poética a Stephen Duck, titulada The Woman's Labour, donde defendía el trabajo de las mujeres obreras. 

## Trayectoria
Poco se sabe de los primeros años de Collier aparte de lo que escribió en "Algunas observaciones sobre la vida de la autora dibujadas por ella misma", precedidas de sus Poems on Several Occasions que se publicaron en una edición de 1762. Nació en Midhurst, West Sussex. Su familia era pobre por lo que fue educada en casa. Así trabajó como lavandera, cervecera y otros trabajos manuales. En la década de 1720 se mudó a Hampshire buscando trabajo.
En el prefacio de la edición de 1762 expresó su indignación ante la interpretación de Stephen Duck de las mujeres de la clase trabajadora, que inspiró a Poems on Several Occasions. Una familia que la había empleado animó a Collier a publicar su poesía. Escribía poemas para su propia diversión, sin planear su publicación; recitaba los poemas para entretener a sus oyentes, y así llamó la atención sobre sus talentos.

## Obra
Leyó The Thresher's Labor (1730) de Stephen Duck y, en respuesta a su desdén por las mujeres de clase trabajadora, escribió el poema de 246 líneas por el que se la recuerda principalmente, The Woman's Labour: an Epistle to Mr Stephen Duck. En este poema, cataloga las tareas diarias de una mujer trabajadora, tanto fuera del hogar como, al final del día, también en el hogar: 
Cenas y te vas a la cama sin demora,
Y descansen hasta el día siguiente;
Mientras nosotros, ¡ay! pero poco sueño puede tener ... (111-113)
Se imprimió un segundo poema con la Epistle to Mr. Duck. Keegan afirma que este poema "sugiere que todavía niega las políticas de clase feministas y democratizadoras ... y, de hecho, el poema en su conjunto termina con una expresión piadosa de la sumisión del poeta a la voluntad divina:"
Collier es una figura importante en la tradición autodidacta de poetas de la clase trabajadora en el siglo XVIII, una tradición que también incluye a Duck, así como a Ann Yearsley y Mary Leapor. El mundo rural estaba en medio de grandes conflictos económicos provocados por el cercamiento de las tierras agrícolas y el creciente desempleo. La descripción que hace Duck de las trabajadoras como personajes perezosos e irresponsables en particular enfureció a Collier, ya que era en un período en el que las trabajadoras del campo a menudo salían perdiendo frente a los hombres en los ajustados mercados de empleo del campo. Collier no ganó mucho dinero con su poesía y trabajó como lavandera hasta los sesenta y tres años. Ella continuó trabajando durante siete años más hasta que, con mala salud, se retiró a los setenta años y murió dos años después en Alton.
- The Woman's Labour: an Epistle to Mr Stephen Duck (1739)
- Poems on Several Occasions (1762)
- The Poems of Mary Collier (1765)